# Passiflora quinquangularis
Passiflora quinquangularis S. Calderón ex J.M. MacDougal – gatunek rośliny z rodziny męczennicowatych (Passifloraceae Juss. ex Kunth in Humb.). Występuje endemicznie w Gwatemali i Salwadorze.

## Morfologia
PokrójZdrewniałe, trwałe, owłosione liany.
LiściePodwójnie klapowane, sercowate u podstawy, skórzaste. Mają 4–14 cm długości oraz 4–11 cm szerokości. Całobrzegie, z ostrym wierzchołkiem. Ogonek liściowy jest owłosiony i ma długość 10–20 mm. Przylistki są w kształcie sierpu o długości 4–7 mm.
KwiatyPojedyncze lub zebrane w pary. Działki kielicha są lancetowate, mają 1,5–3 cm długości. Płatki są lancetowate, białe, mają 1,1–1,5 cm długości. Przykoronek ułożony jest w dwóch rzędach, biały, ma 3–18 mm długości.
OwoceSą elipsoidalnego kształtu. Mają 3–6 cm długości i 1,5–3 cm średnicy.

## Biologia i ekologia
Występuje wśród roślinności krzewiastej na wysokości 800–1600 m n.p.m.